# Danuta
Danuta ist ein polnischer weiblicher Vorname und die Kurzform von Bogdana, siehe Bogdan (Name).

## Varianten
- Kurzform: Dana, Danka
- Diminutiv: Danusia

## Namensträgerinnen
- Danuta Anna (1358–1448), Tochter des litauischen Großfürsten Kiejstut und der Fürstin Biruta
- Danuta Bartoszek (* 1961), kanadische Marathonläuferin polnischer Herkunft
- Danuta Brzosko-Mędryk (1921–2015), polnische Schriftstellerin und KZ-Überlebende
- Danuta Czech (1922–2004), polnische Autorin
- Danuta Dmowska (* 1982), polnische Degenfechterin
- Danuta Gleed (1946–1996), kanadische Schriftstellerin
- Danuta Harrich-Zandberg (* 1954), deutsche Dokumentarfilmerin, Drehbuchautorin und Filmproduzentin
- Danuta Hübner (* 1948), polnische Ökonomin, Politikerin und Mitglied des Europäischen Parlaments
- Danuta Jazłowiecka (* 1957), polnische Politikerin
- Danuta Kleisinger (1924–2017), österreichische Gerechte unter den Völkern
- Danuta Lato (* 1963 oder 1965), polnische Sängerin, Schauspielerin und Model
- Danuta Narbut (* 1973), polnisch-litauische Politikerin
- Danuta Niemietz (* 1955), polnisch-deutsche Volleyballspielerin
- Danuta Olejniczak (* 1952), polnische Politikerin
- Danuta Perka (* 1956), polnische Hürdenläuferin
- Danuta Pietraszewska (* 1947), polnische Politikerin
- Danuta Siedzikówna (1928–1946), polnische Krankenschwester und Widerstandskämpferin
- Danuta Stenka (* 1961), polnische Schauspielerin
- Danuta Szaflarska (1915–2017), polnische Schauspielerin
- Danuta Urbanik (* 1989), polnische Leichtathletin
- Danuta Wałęsa (* 1949), Ehefrau des ehemaligen polnischen Präsidenten Lech Wałęsa

## Sonstiges
- Danuta (Rebsorte), Rebsorte